# Tobias Hahn
Tobias Hahn (* 23. Juli 1987 in Wiesbaden) ist ein ehemaliger deutscher Handballspieler. Der Linkshänder spielte zuletzt in der 2. Handball-Bundesliga beim TV 05/07 Hüttenberg auf Rechtsaußen.
Seine Karriere begann Hahn bei der SG Wallau/Massenheim, mit der er 2005 Deutscher A-Jugend-Meister wurde. Über die Zweitliga-Mannschaften der SG Wallau und der HSG FrankfurtRheinMain kam er in der Mitte der Saison 2010/11 zum Bundesligisten HSG Wetzlar, bei dem der abwehrstarke Spieler am 9. Februar 2011 in einem Bundesliga-Pflichtspiel debütierte.
Anfang 2012 zog sich Hahn einen Kreuzbandriss zu, mit dem er für die Rückrunde der Saison 2011/12 bis weit in die Saison 2012/13 hinein pausieren musste. Zum Jahresbeginn 2017 gab die HSG Wetzlar bekannt, dass der im Sommer auslaufende Vertrag mit Hahn nicht verlängert wird. Noch im Januar 2017 unterschrieb der Rechtsaußen einen neuen Kontrakt beim Lokalrivalen TV 05/07 Hüttenberg, der zum Ende der Spielzeit 2016/17 den Sprung in die Handball-Bundesliga schaffte.
Hahn beendete nach der Saison 2021/22 seine Karriere.

## Bundesligabilanz
| Saison    | Verein              | Spielklasse | Spiele | Tore | 7-Meter | Feldtore |
| --------- | ------------------- | ----------- | ------ | ---- | ------- | -------- |
| 2010/11   | HSG Wetzlar         | Bundesliga  | 14     | 15   | 0       | 15       |
| 2011/12   | HSG Wetzlar         | Bundesliga  | 15     | 13   | 0       | 13       |
| 2012/13   | HSG Wetzlar         | Bundesliga  | 19     | 6    | 0       | 6        |
| 2013/14   | HSG Wetzlar         | Bundesliga  | 34     | 40   | 0       | 40       |
| 2014/15   | HSG Wetzlar         | Bundesliga  | 35     | 48   | 0       | 48       |
| 2015/16   | HSG Wetzlar         | Bundesliga  | 25     | 36   | 0       | 36       |
| 2016/17   | HSG Wetzlar         | Bundesliga  | 34     | 18   | 0       | 18       |
| 2017/18   | TV 05/07 Hüttenberg | Bundesliga  | 34     | 22   | 0       | 22       |
| 2011–2018 | gesamt              | Bundesliga  | 210    | 198  | 0       | 198      |